# Wildwechsel (Film)
Wildwechsel ist ein deutscher Fernsehfilm des Regisseurs Rainer Werner Fassbinder nach dem gleichnamigen Theaterstück von Franz Xaver Kroetz. Der vom Sender Freies Berlin in Auftrag gegebene Film wurde innerhalb von 14 Tagen im März 1972 für ca. 550.000 DM von der Firma Intertel produziert. Die Uraufführung war am 30. Dezember 1972; die Fernseh-Erstausstrahlung erfolgte am 9. Januar 1973 im ARD-Fernsehen. Offizieller Kinostart war am 8. März 1973.

## Handlung
Die 14-jährige Hanni wird von ihren Eltern als ein kleines Kind gesehen, obwohl sie bereits selbstbewusst ihre Standpunkte vertritt. Als sie den 19-jährigen Franz kennenlernt, schläft sie mit ihm, was ihm wegen Verführung einer Minderjährigen 9 Monate Gefängnis und die Entlassung aus seiner Hilfsarbeiterstelle einbringt. Als er wegen guter Führung vorzeitig entlassen wird, schimpft Hannis Vater über die Regierung und wünscht sich die Todesstrafe und das strenge alte Regime zurück, auch wenn „das mit den Juden“ falsch gewesen sei.
Die Eltern sind ratlos, als sie merken, dass Hanni die Beziehung zu Franz nicht aufgeben will. Franz und Hanni treffen sich heimlich weiter. Als Hanni schwanger wird, wollen sie abtreiben, fürchten aber, dass Hanni dann der Polizei überstellt wird. Als Hannis Vater ihr bei weiteren Treffen droht, Franz anzuzeigen, besorgt Hanni eine Pistole. Sie drängt Franz, sie zu beschützen und den Vater zu erschießen. Hanni lockt den Vater zu einem Treffen mit Franz in den Wald, wo dieser ihn erschießt. Beide werden festgenommen. Vor dem Gerichtssaal erfährt Franz von Hanni, dass ihr Kind kurz nach der Geburt gestorben ist. Hanni wendet sich von ihm ab und sagt, die Beziehung sei nur körperlich gewesen. Niedergeschlagen stimmt Franz ihr zu, dass sie keine richtige Liebe verbunden habe.

## Hintergrund
Die Handlung des Theaterstücks und gleichzeitig die der Verfilmung basiert auf einem wahren Fall: 1967 wurde der Vater der damals 13-jährigen Erika B. in Lohne (Oldenburg) von seiner eigenen Tochter und dem 19-jährigen Alfred M. mit einem Gewehr erschlagen. Dem vorausgegangen war das Verhältnis Erikas mit Alfred, der deswegen zu einer neunmonatigen Jugendstrafe verurteilt wurde, aus der er vorzeitig entlassen wurde. Nach Verbüßung der Strafe führten sie ihre Beziehung fort, bis Erika schwanger wurde. Also beschlossen sie, den Vater umzubringen.
Als „Pornographie mit sozialkritischem Touch“ bezeichnete Autor Franz Xaver Kroetz die Verfilmung seines Stückes und versuchte, die Aufführung des Films in den Kinos zu verhindern. Doch obszön fand Kroetz nicht die nackte Männlichkeit, die viele Fernsehzuschauer bei der Ausstrahlung des Films verschreckt hatte. Obszön nannte er „die Denunzierung der Menschen, die der Film betreibt“. Fassbinder dazu:

„Also ich würde mich gegen den Vorwurf der Denunziation von Menschen eigentlich in allen Sachen, die ich gemacht habe, wehren. Im Gegenteil, ich meine, dass ich wirklich weniger als fast alle anderen Leute Leute denunziere und viel zu sehr positiv auf Leute eingehe, wo es eigentlich schon gar nicht mehr tragbar ist. Wenn zum Beispiel in Wildwechsel der Vater von seinen Kriegserlebnissen erzählt, wenn seine Ansichten besonders schrecklich werden, dann sind wir immer besonders zart mit ihnen umgegangen, um klarzumachen, dass das Schreckliche etwas ist, was sie sprechen und was natürlich ihre Ansichten sind, die ihnen aber beigebracht worden sind, also dass eigentlich der Mensch etwas Zartes oder Zärtliches ist und dass das, was er sagt oder denkt, das Schreckliche ist – und nicht, dass er das ist.“

## Kritiken
„Familiendrama frei nach einem Bühnenstück: in Form und Inhalt eine provokative Attacke gegen kleinbürgerlichen Mief und dumpfen Moralismus. Die heile Welt der Volksstück-Klischees radikal unterwandernd, zeigt Fassbinder ein klaustrophobisch verengtes Milieu, das Fühlen und Handeln der Protagonisten bestimmt und noch ihre hilflosen Befreiungsversuche determiniert.“

„Fassbinder füllt Kroetzens kunstvoll kunstlose Wortpartitur der Sprachlosigkeit, in der die Pausen zwischen den einzelnen Sätzen den größeren Raum einnehmen, mit Leben. Aus der dürren Vorlage gewinnt er eine erschütternde Kindertragödie: Frühlingserwachen in Niederbayern. (…) Mit ungestümer Gewalt werden die beiden Jugendlichen von Gefühlen erfasst, die die Umwelt unterdrücken will. Vater und Mutter fragen darauf ratlos, was sie falsch gemacht haben. Fassbinder enthüllt die Hilflosigkeit dieser Menschen, tastet sie mit unendlichem Zartgefühl noch in ihrer Verbohrt- und Beschränktheit ab. Vollkommen Fassbinders Beherrschung der filmischen Mittel, sein Vermögen, durch sparsamsten Einsatz von Farben, Kamerafahrten oder von Musik Stimmungen zu setzen oder umschlagen zu lassen“

„Die extremen Stilisierungen früherer Filme hat Fassbinder hier schon weitgehend hinter sich gelassen. Wildwechsel folgt neben anderen Fernseharbeiten wie Pioniere in Ingolstadt (1971) und Ich will doch nur, daß ihr mich liebt (1976) in der Filmografie des Regisseurs noch am ehesten einem klassischen Realismus, in dem lediglich die ausdruckslose und abgehackte Art des Schauspiels noch verfremdend wirkt. Emotionen sind den Menschen abhanden gekommen. Sie wirken wie narkotisiert von der kleinbürgerlichen Enge ihrer Heimat. Selbst das Liebespaar blökt sich hier die meiste Zeit an, unfähig, seine wahren Gefühle zu artikulieren. (…) Zwei Szenen, in denen Hanni noch entschiedener als sexuelle Aggressorin inszeniert wurde, ließ der Dramatiker noch vor der Fernsehausstrahlung entfernen. (…) Aber auch wenn der Dramatiker seine etwas angestaubte Vorstellung von Texttreue durchgesetzt hat, gelang es Fassbinder, sich den Stoff im besten Sinne anzueignen.“

## Auszeichnungen
- 1973 gewann Eva Mattes als beste Darstellerin den Deutschen Filmpreis. Mit dieser Auszeichnung wurde auch ihre Leistung in Die bitteren Tränen der Petra von Kant – ebenfalls ein Fassbinder-Film – gewürdigt.

## Weitere Verfilmungen
- Wildwechsel; Regie Dieter Berner, mit Emanuel Schmied und Friederike Weber, Aufführung des Theater der Courage, Wien (Fernsehfilm ORF, 1972)
- Luxus-eljárás; Regie Peter Szasz (Fernsehfilm Ungarn, 1981)

## Uraufführung Bühnenstück
Als Theaterstück hatte Wildwechsel seine Uraufführung im Juni 1971 unter der Regie von Manfred Neu auf der Studiobühne der Städtischen Bühnen Dortmund.